# نرجس ورقي
النرجس الورقي نوع نباتي يتبع جنس النرجس من الفصيلة النرجسية. ينمو النبات من بصلة شتوية مبكرة معمرة.

## الموئل والانتشار
يعد النرجس الورقي متوطنًا في المغرب العربي.